# Сажићи
Сажићи је насељено место у Босни и Херцеговини у општини Травник. Административно припада Федерацији Босне и Херцеговине, односно њеном Средњобосанском кантону. Према попису становништва из 2013. у насељу је било 24 становника, а већинску популацију чинили су Бошњаци.

## Становништво
По последњем службеном попису становништва из 2013. године у овом насељу живело је 24 становника, а село је било етнички хомогено са већинском бошњачком  популацијом.
| Националност | 2013. | 1991.        | 1981.        | 1971.        |
| Бошњаци      | —     | 362 (100,0%) | 327 (99,70%) | 296 (96,10%) |
| Хрвати       | —     | 0            | 0            | 4 (1,30%)    |
| Срби         | —     | 0            | 0            | 8 (2,60%)    |
| Југословени  | —     | 0            | 1 (0,31%)    | 0            |
| Укупно       | 24    | 362          | 328          | 308          |